# 塔玛拉·捷格佳廖娃
塔玛拉·瓦西里耶夫娜·捷格佳廖娃（俄語：Тамара Васильевна Дегтярёва，羅馬化：Tamara Vasilyevna Degtyaryova，1944年5月29日—2018年8月9日），前苏联和俄罗斯的戏剧、电视和电影女演员，曾荣获苏联国家奖和俄罗斯人民艺术家荣誉称号。

## 生平
塔玛拉·瓦西里耶夫娜·捷格佳廖娃于1944年5月29日出生于前苏联的加里宁格勒（今俄罗斯的科罗廖夫市）。塔玛拉的父母是工厂工人，由于塔玛拉从小体弱多病，她母亲不得不辞职在家照顾她。
1965年，塔玛拉·捷格佳廖娃毕业于米哈伊尔·谢普金高等戏剧学校，并进入莫斯科青年世代剧院工作。1970年，她加盟莫斯科当代剧院。塔玛拉在当代剧院度过了她的整个职业生涯，并在这里演出了30余个角色。
她演出著名的角色包括：《三姐妹》中的保姆安菲萨（Anifisa）、《卖花女》中的别斯夫人（Mrs Pearce）和《第十二夜》中的奥丽维娅伯爵小姐（Olivia）。在随后的日子里，她偶尔也会去其他剧院表演。例如1990年她在安东·契诃夫剧院演出了《樱桃园》和1999年在新戏剧院（New Drama Theatre）演出了《恶棍（Гадина）》。
塔玛拉·捷格佳廖娃也同样演出了一些电影和电视剧，例如：《窗内的灯光（Свет в окне）》（1980年）、《尼古拉·瓦维洛夫 (电影)》（1990年）、《找人》和《险峻的路线》等。她最知名的作品就是长篇俄语电视剧《永恒的呼唤》，塔玛拉在剧中饰演阿加塔·塞维列娃（Агата Савельева）。
除了演出之外，塔玛拉也在全俄罗斯国家电影学院和俄罗斯戏剧艺术学院教授表演。
2012年11月，塔玛拉·捷格佳廖娃由于感染未经治疗而被迫截肢，并花费了两年的时间来接受康复治疗。虽然失去了一条腿，但是她依旧顽强回到了舞台上并利用轮椅表演了叶莲娜·奇若娃的《女性时代（Время женщин）》。
她曾与莫斯科青年世代剧院的导演尤里·波格列布尼奇科有过一段婚姻，但并没有孩子。离异后，塔玛拉独自一人生活。
2018年8月9日，久病卧床的塔玛拉·捷格佳廖娃因病死于莫斯科，享年74岁。塔玛拉的葬礼将在尼科洛·阿尔罕戈尔公墓举行。

## 荣誉奖章
- 苏联国家奖（1979年）
- 俄罗斯苏维埃联邦社会主义共和国功勋艺术家（1985年）
- 俄罗斯联邦人民艺术家（2005年）